# 尖吻南鱸
尖吻南鱸為輻鰭魚綱鱸形目鱸亞目南鱸科的其中一種，分布於亞洲湄公河及湄南河流域，本魚頭小，背部拱起，體色為褐色，身體散佈數條不規則的深褐色橫紋，狀如枯葉，背鰭硬棘12-14枚；背鰭軟條9-11枚；臀鰭硬棘3枚；臀鰭軟條5-6枚，體長可達6.9公分，棲息在沼澤、氾濫區，屬肉食性，以小魚及甲殼類為食。